# Oued Essalem
Oued Essalem è un comune dell'Algeria, situato nella provincia di Relizane.